# ギルド追放された雑用係の下剋上〜超万能な生活スキルで世界最強〜
『ギルド追放された雑用係の下剋上〜超万能な生活スキルで世界最強〜』（ギルドついほうされたざつようがかりのげこくじょう ちょうばんのうなせいかつすきるでせかいさいきょう、英: Ascendance of a Choreman Who Was Kicked Out of the Guild.）は、夜桜ユノ原作のライトノベルおよびそれを原作とするメディアミックス作品。2019年11月より「小説家になろう」で連載されているオンライン小説であるが、第8回ネット小説大賞で金賞を受賞し、2020年7月よりTOブックスから書籍化刊行されている。著者の夜桜ユノはこの受賞で作家デビューを果たした。

## あらすじ
帝国屈指の冒険者ギルド《ギルネリーゼ》で「雑用係」として働く落ちこぼれのティム＝シンシアは冒険者になることを夢見ていたが、ギルド幹部たちに濡れ衣を着せられ、唯一無実を信じてくれたギルドマスターのギルネとともにギルドを追放されてしまう。しかし、ティムはその後、「生活スキル」を活かして真の力を発揮し、下克上を始める。

## 漫画
同作は2020年10月19日より、comicコロナ（TOブックス）においてコミカライズが『ギルド追放された雑用係の下剋上〜超万能な生活スキルで世界最強〜@COMIC』のタイトルで掲載されている。作画はうみにゃが担当し、第1話が35ページで公開されている。
2023年1月19日より新コミカライズが、原作と同じタイトルで水曜日はまったりダッシュエックスコミック（集英社）において連載開始された。作画は柳輪、ネーム構成をユーキあきらが担当している。

## 既刊一覧

### 小説
- 夜桜ユノ（著）・もやし（1 - 2巻イラスト）・ゆつもえ（3巻イラスト） 『ギルド追放された雑用係の下克上〜超万能な生活スキルで世界最強〜』 TOブックス、既刊4巻（2021年10月9日現在）
  1. 2020年7月10日発売[6]、ISBN 978-4-86699-011-8
  2. 2020年10月20日発売[10]、ISBN 978-4-86699-063-7
  3. 2021年2月10日発売[11]、ISBN 978-4-86699-117-7
  4. 2021年10月9日発売[12]、ISBN 978-4-86699-343-0

### 漫画
- 夜桜ユノ（原作）・柳輪（漫画）・ユーキあきら（ネーム構成） 『ギルド追放された雑用係の下克上〜超万能な生活スキルで世界最強〜』 集英社〈ヤングジャンプ コミックス〉、既刊6巻（2025年7月17日現在）
  1. 2023年4月18日発売[13]、ISBN 978-4-08-892683-4
  2. 2023年8月18日発売[14]、ISBN 978-4-08-892757-2
  3. 2024年1月18日発売[15]、ISBN 978-4-08-893067-1
  4. 2024年7月18日発売[16]、ISBN 978-4-08-893230-9
  5. 2025年2月18日発売[17]、ISBN 978-4-08-893520-1
  6. 2025年7月17日発売[18]、ISBN 978-4-08-893659-8